# Кайрат Абдрахманов
Кайрат Кудайбергенович Абдрахманов  (21 квітня 1964, Панфілов, Талди-Курганська область) — казахстанський дипломат. Постійний представник Казахстану при Організації Об'єднаних Націй (2013—2016). Міністр закордонних справ Казахстану (2016—2018).

## Біографія
Народився 21 квітня 1964 року в Талди-Курганській області. У 1987 році закінчив Казахський державний університет ім. С. М. Кірова за фахом історія.
У 1987—1991 рр. — працював викладачем кафедри політичної історії Казахського політехнічного інституту імені В. І. Леніна.
У 1991—1993 рр. — аспірант Казахського державного університету.
У 1993—1997 рр. — третій, другий секретар, завідувач відділу, заступник начальника управління країн Азії Міністерства закордонних справ Казахстану.
У 1997 року — призначений заступником директора департаменту країн Азії Міністерства закордонних справ Казахстану.
У 1997—1998 рр. — начальник управління Азії, Близького Сходу та Африки — заступник директора 4-го департаменту Міністерства закордонних справ Казахстану.
У 1998—1999 рр. — директор 3-го департаменту Міністерства закордонних справ Казахстану.
З квітня до грудня 1999 року — директор департаменту двосторонніх відносин Міністерства закордонних справ Казахстану.
У 1999—2001 рр. — віцеміністр закордонних справ Казахстану.
У 2001—2003 рр. — радник-посланник посольства Казахстану у Великій Британії.
У 2003—2006 рр. — призначений послом Казахстану в Ізраїлі.
У 2006—2007 рр. — заступник Міністра закордонних справ Казахстану.
У 2007—2008 рр. — посол Казахстану в Австрії, а також постійний представник Казахстану при міжнародних організаціях у Відні.
З вересня по грудень 2008 року — постійний представник Казахстану при міжнародних організаціях у Відні.
У 2008—2011 рр. — постійний представник Казахстану при Організації з безпеки та співробітництва в Європі (ОБСЄ).
З березня 2011 року — посол Казахстану в Австрії, постійний представник Казахстану при міжнародних організаціях у місті Відні.
У 2013—2016 рр. — Постійний представник Казахстану при Організації Об'єднаних Націй.
З 28 грудня 2016 року до 2018 року — Міністр закордонних справ Казахстану.
У 2019—2020 рр. — був послом Казахстану в Швеції.
4 грудня 2020 року — обраний Верховним комісаром ОБСЄ у справах національних меншин.

## Дипломатичний ранг
- Надзвичайний і Повноважний Посол.